# U Bílých hlín
U Bílých hlín este o arie protejată (arie specială de conservare — SAC, sit de importanță comunitară — SCI) din Republica Cehă întinsă pe o suprafață de 0,68 ha, integral pe uscat.

## Localizare
Centrul sitului U Bílých hlín este situat la coordonatele 49°31′31″N 17°19′45″E / 49.525278°N 17.329167°E.

## Înființare
Situl U Bílých hlín a fost declarat sit de importanță comunitară în aprilie 2005 pentru a proteja 1 specie de plante. Situl a fost protejat și ca arie specială de conservare în decembrie 2013.

## Biodiversitate
Situată în ecoregiunea continentală, aria protejată nu include niciun habitat protejat.
La baza desemnării sitului se află o specie protejată de  plante: sisinei (Pulsatilla grandis).